# Стјуартстаун (Пенсилванија)
Стјуартстаун (енгл. Stewartstown) град је у америчкој савезној држави Пенсилванија.

## Демографија
По попису из 2010. године број становника је 2.089, што је 337 (19,2%) становника више него 2000. године.
| Група             | 2000.         | 2010.         |
| Белци             | 1.683 (96,1%) | 1.970 (94,3%) |
| Афроамериканци    | 28 (1,6%)     | 40 (1,9%)     |
| Азијати           | 8 (0,5%)      | 14 (0,7%)     |
| Хиспаноамериканци | 22 (1,3%)     | 32 (1,5%)     |
| Укупно            | 1.752         | 2.089         |